# Vládní vůz

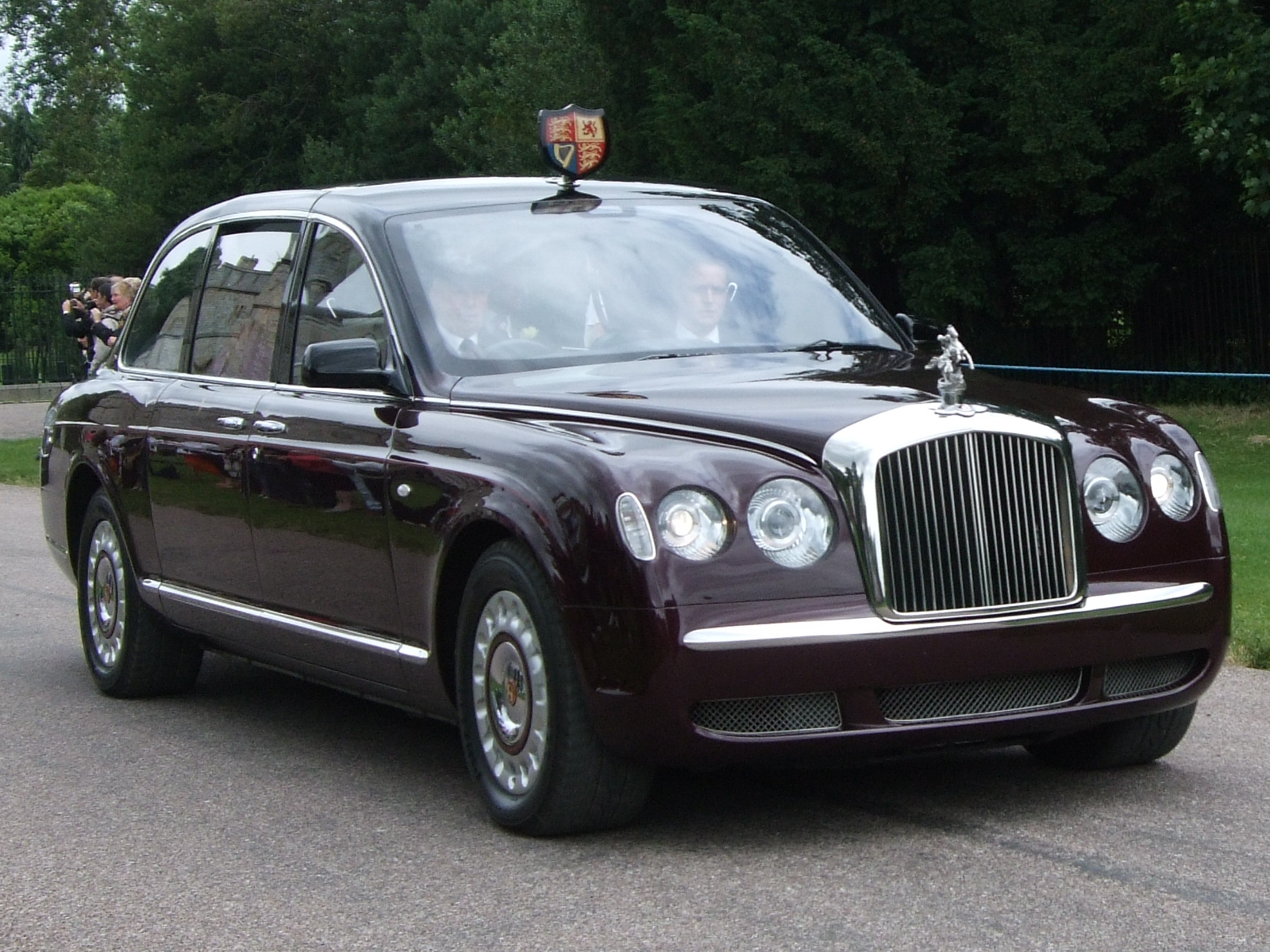
Britský Bentley State Limousine (2002)

Vládní vůz je název pro auta, která jsou používána pro dopravu vládních představitelů. Většinou se jedná o limuzínu nebo nadstandardně vybavený automobil vyšší třídy. Občas bývají tyto vozy dodávány domácími výrobci (pokud v dané zemí nějaký existuje), což je jakýsi znak národní hrdosti, který vyjadřuje důvěru v domácí vozy, nebo jde o záměr podpořit prodej domácí značky. Například prezident USA má k dispozici Cadillac, japonský císař používá Toyotu, britský panovník užívá Bentley a italský premiér zase Maserati.

## Vozy českých prezidentů
První československý prezident Tomáš Garrigue Masaryk využíval vozy Laurin & Klement S (faeton z roku 1916), Praga Grand (nyní v Automuzeum Praga), Škoda Hispano Suiza 25/100 KS a Tatra 80. Edvard Beneš používal také Tatru 80, Pragu Golden a Tatru 70 A. Posledními dvěma jezdil také Emil Hácha, roku 1942 však dostal od Adolfa Hitlera pancéřovaný Mercedes-Benz 770. 
Po návratu Edvarda Beneše z britského exilu se prezident vozil ve dvou modelech Daimleru (EL24 a DE36). Klement Gottwald používal vůz ZIS-110 a Škoda VOS. Následující českoslovenští prezidenti se vozili v automobilech GAZ 12-ZIM, ZIL 111, GAZ-13 Čajka, ZIL 114, ZIL 115, Tatra 603 a Tatra 613. 
Po roce 1989 používal Václav Havel vůz Renault 21, který dostal od portugalského prezidenta, poté BMW E32 735i a 750i a Mercedes-Benz 600 SE. Václav Klaus si jako oficiální auto vybral Škodu Superb a Audi A8. Miloš Zeman využíval během svých dvou mandátů Škodu Superb. Petr Pavel používá BMW řady 7.

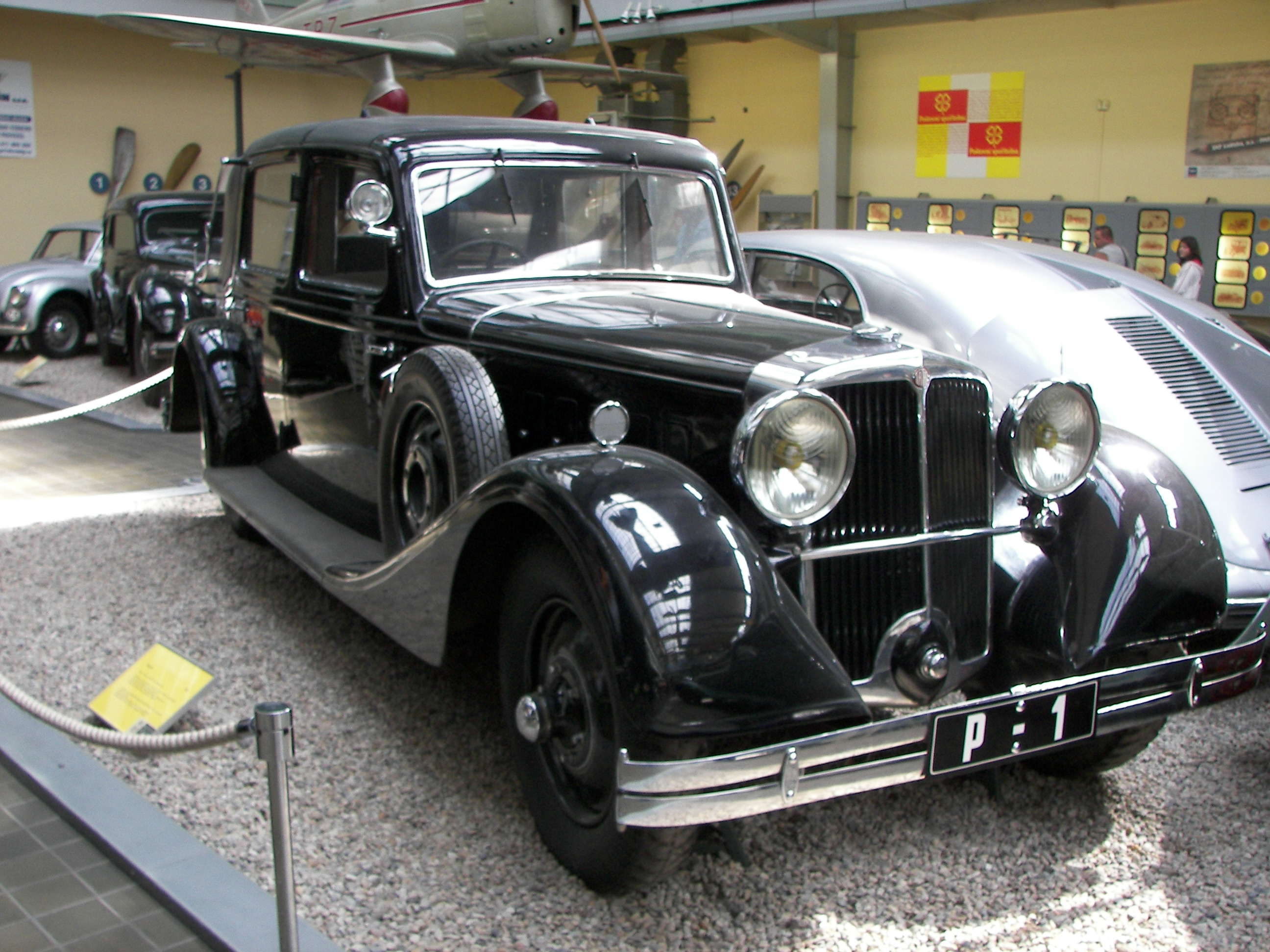
Prezidentský vůz Tatra 80
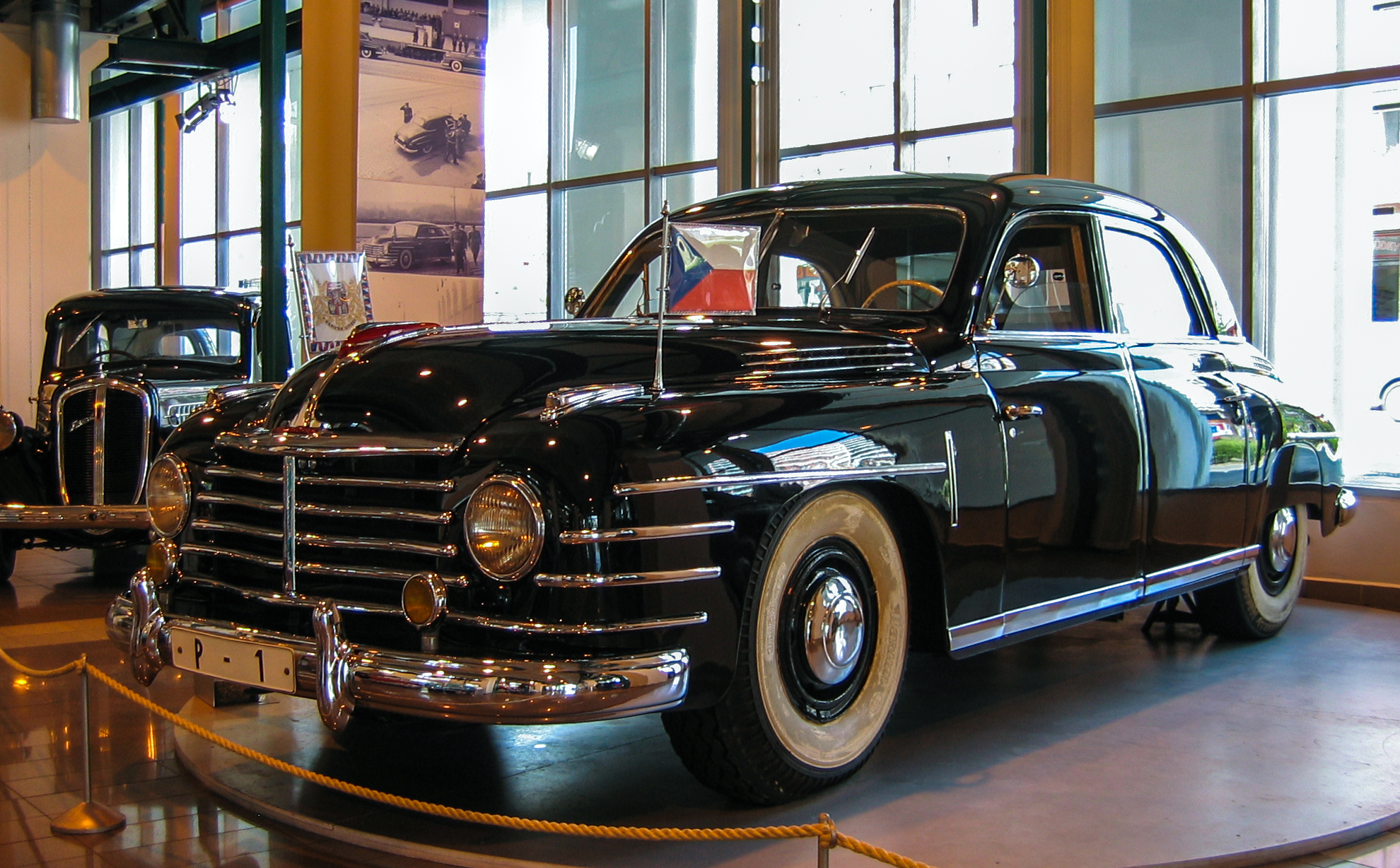
Prezidentský vůz Škoda VOS
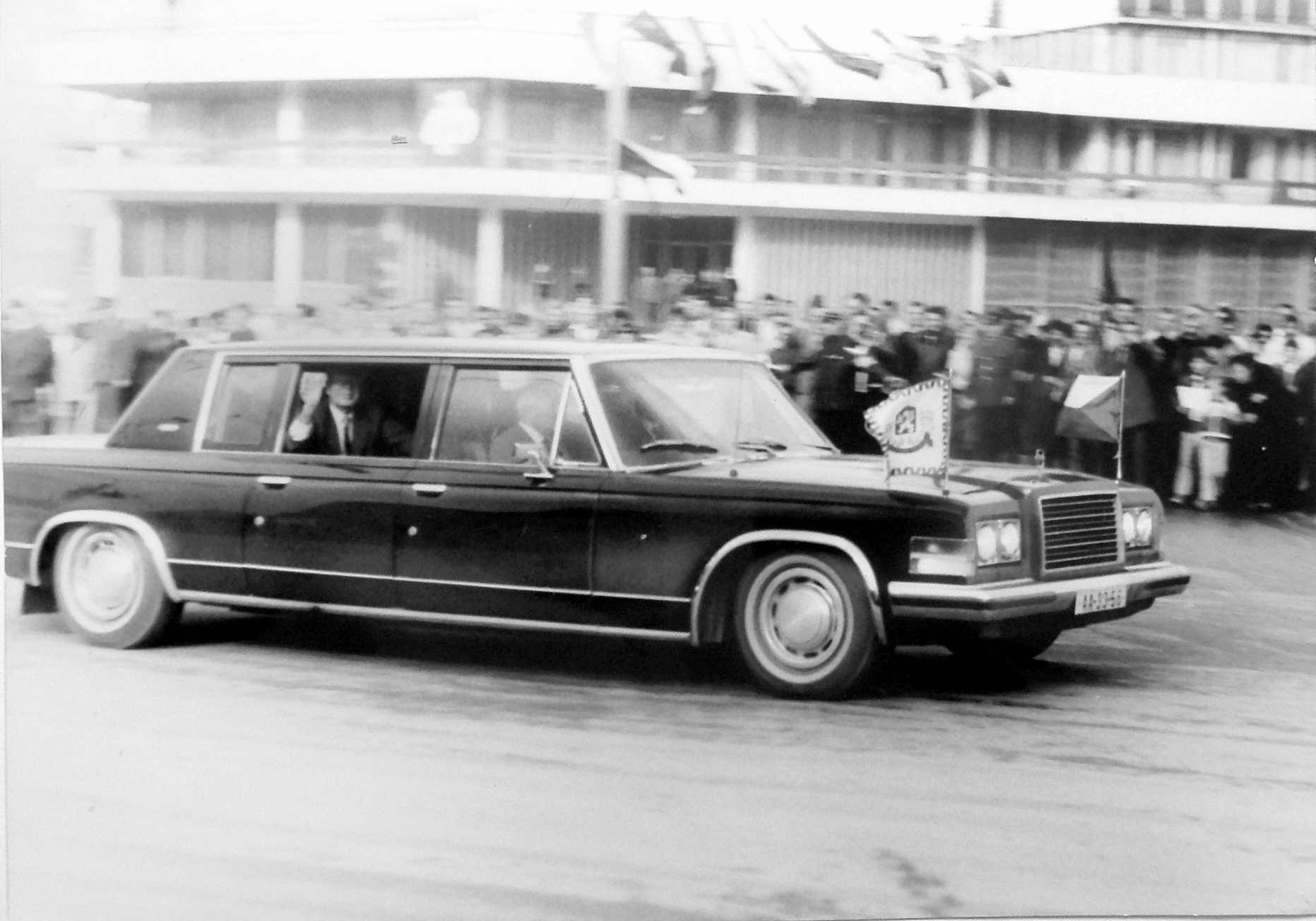
Gustáv Husák v prezidentském voze ZIL 115
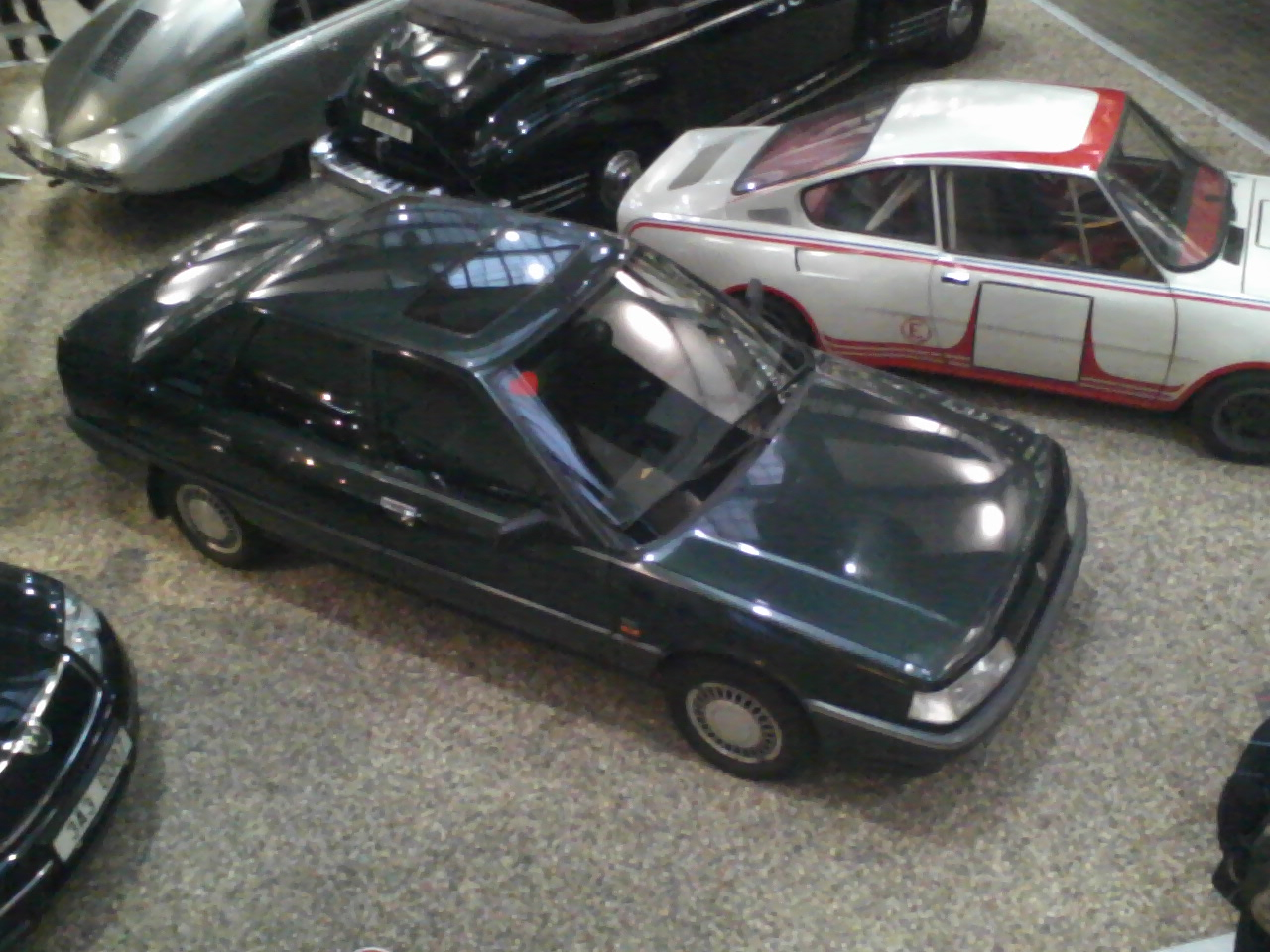
Vůz Václava Havla Renault 21
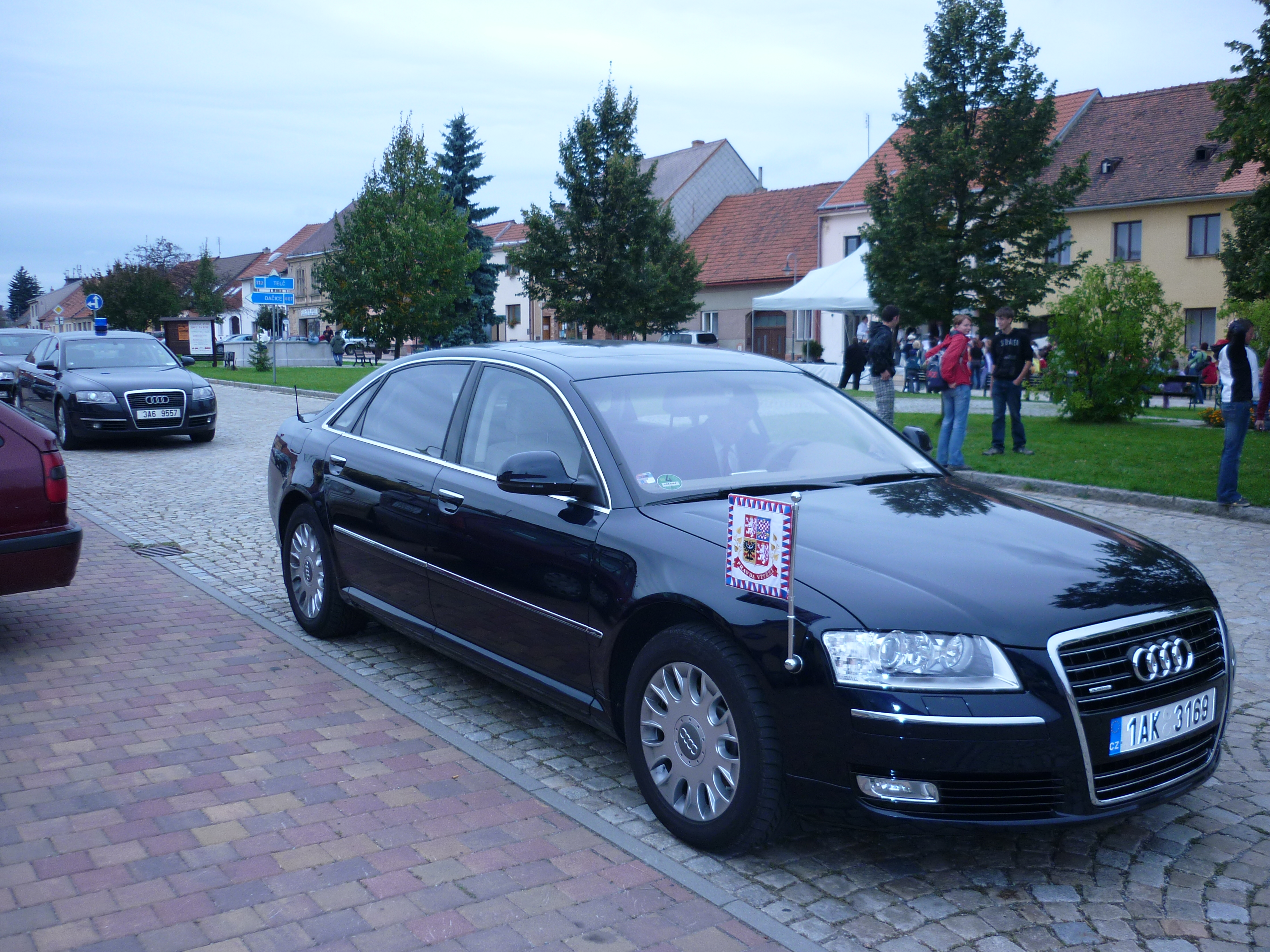
Prezidentský vůz Audi A8 v letech 2003–2013
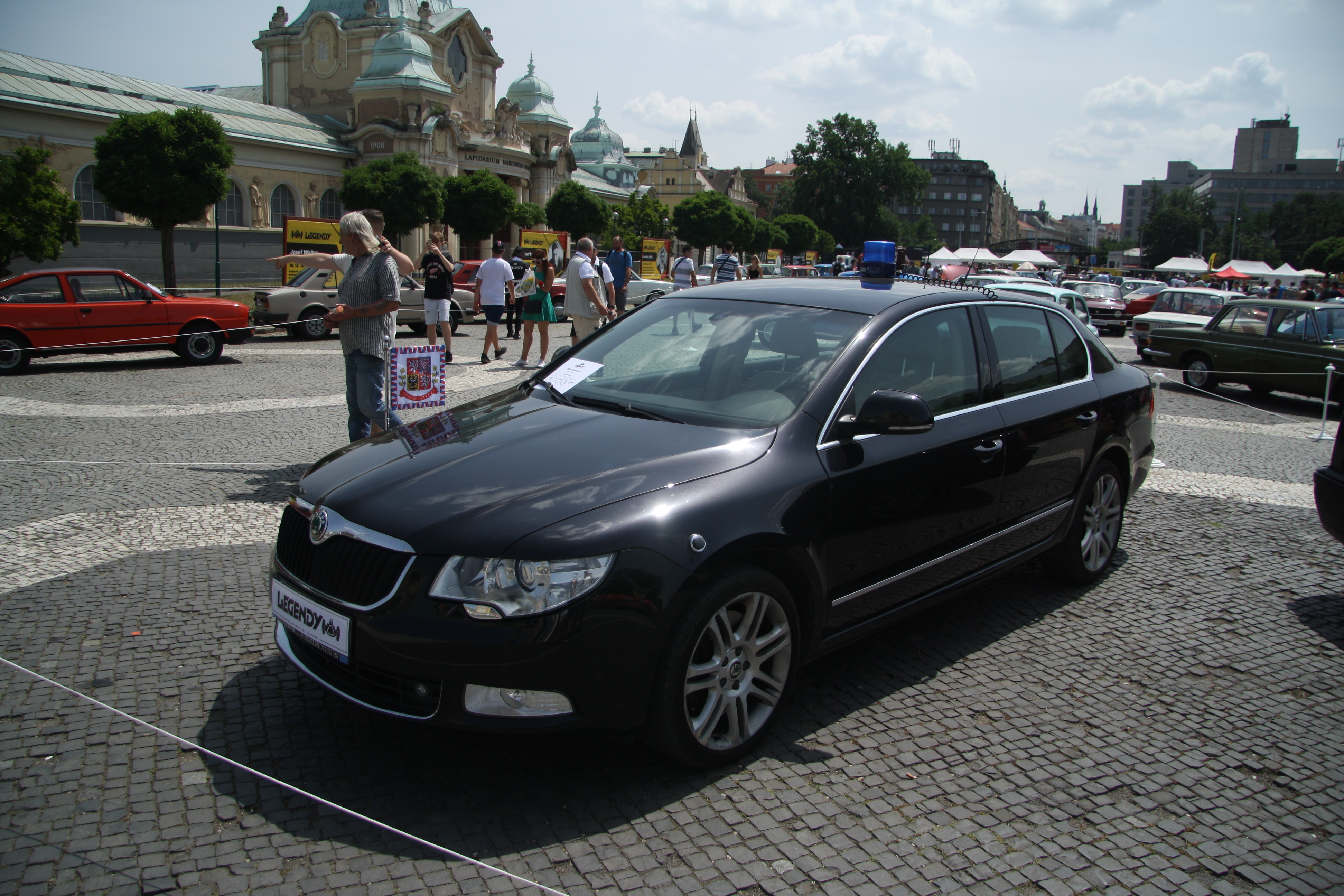
Prezidentský vůz Škoda Superb II

## Vozy českých vládních činitelů
Čeští vládní činitelé používají pro dopravu převážně vozy Škoda a Audi. Z ministrů, již mají na služební auto ze zákona nárok, většina používá Škodu Superb, které zdarma zapůjčuje Škoda Auto. Dále zde pak můžeme najít i BMW, Mercedes-Benz a Lexus.

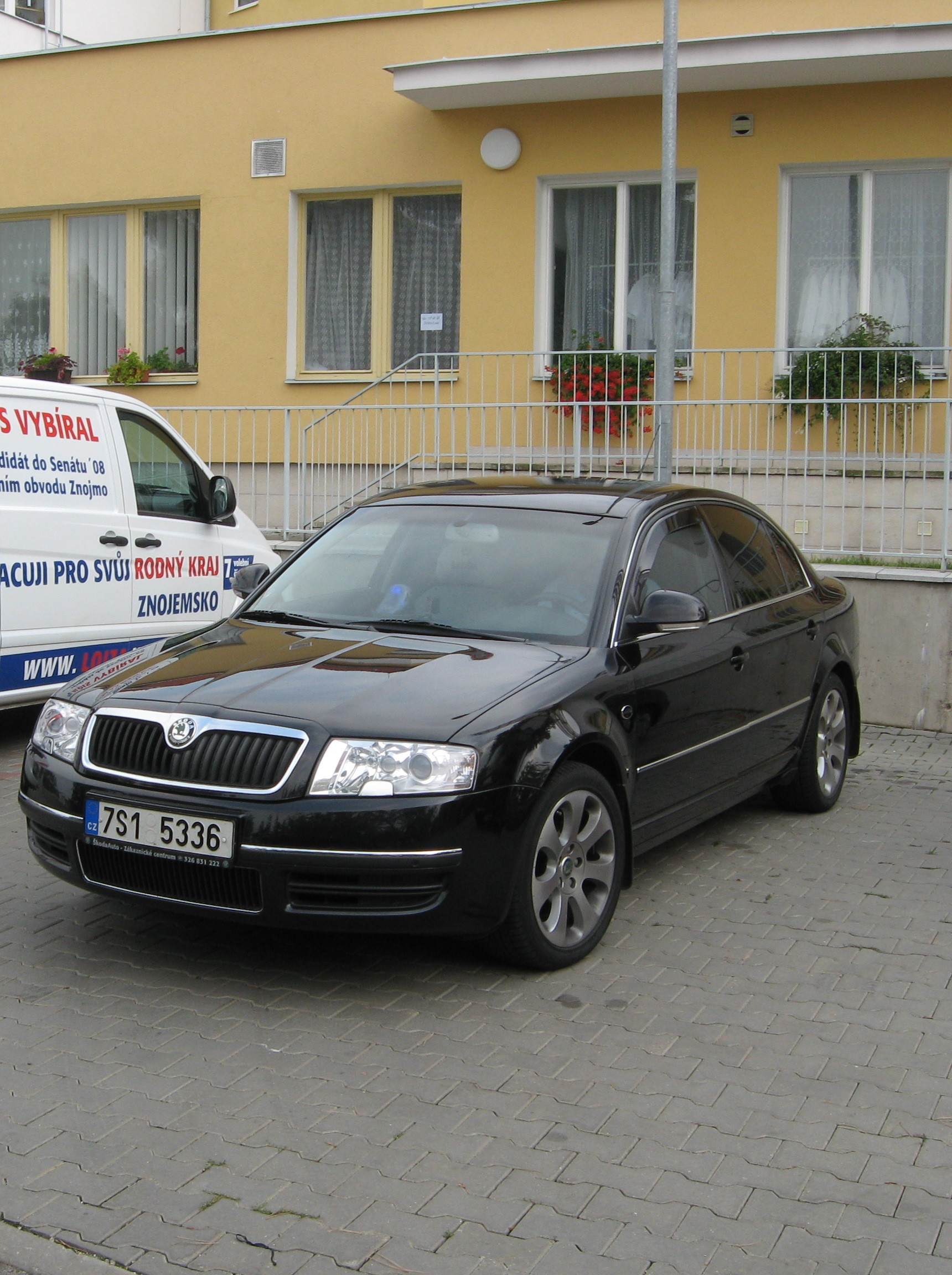
Škoda Superb ministra Cyrila Svobody (2008) během návštěvy v Moravském Krumlově.
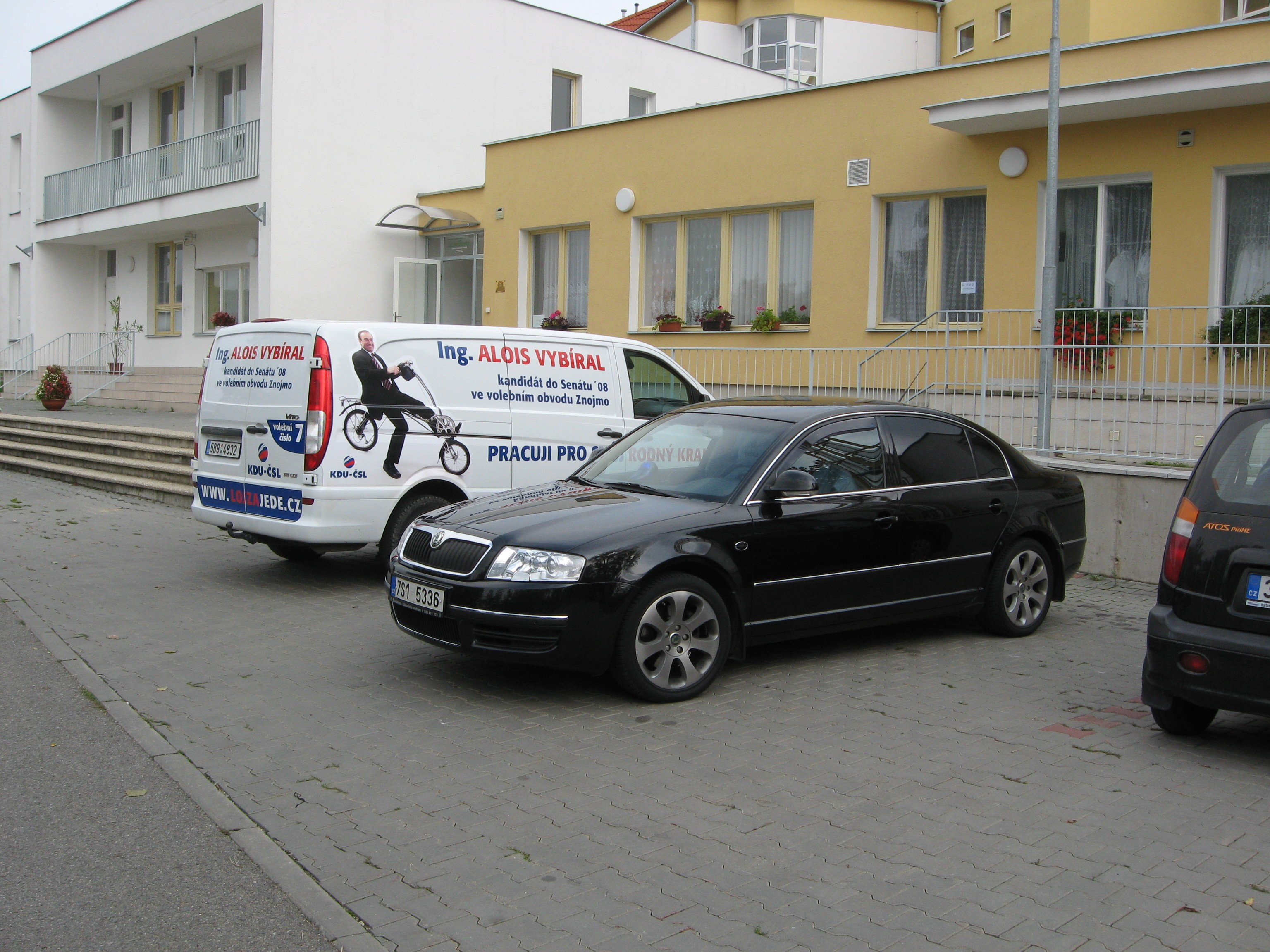
Škoda Superb ministra Cyrila Svobody (2008) během návštěvy v Moravském Krumlově.

## Itálie

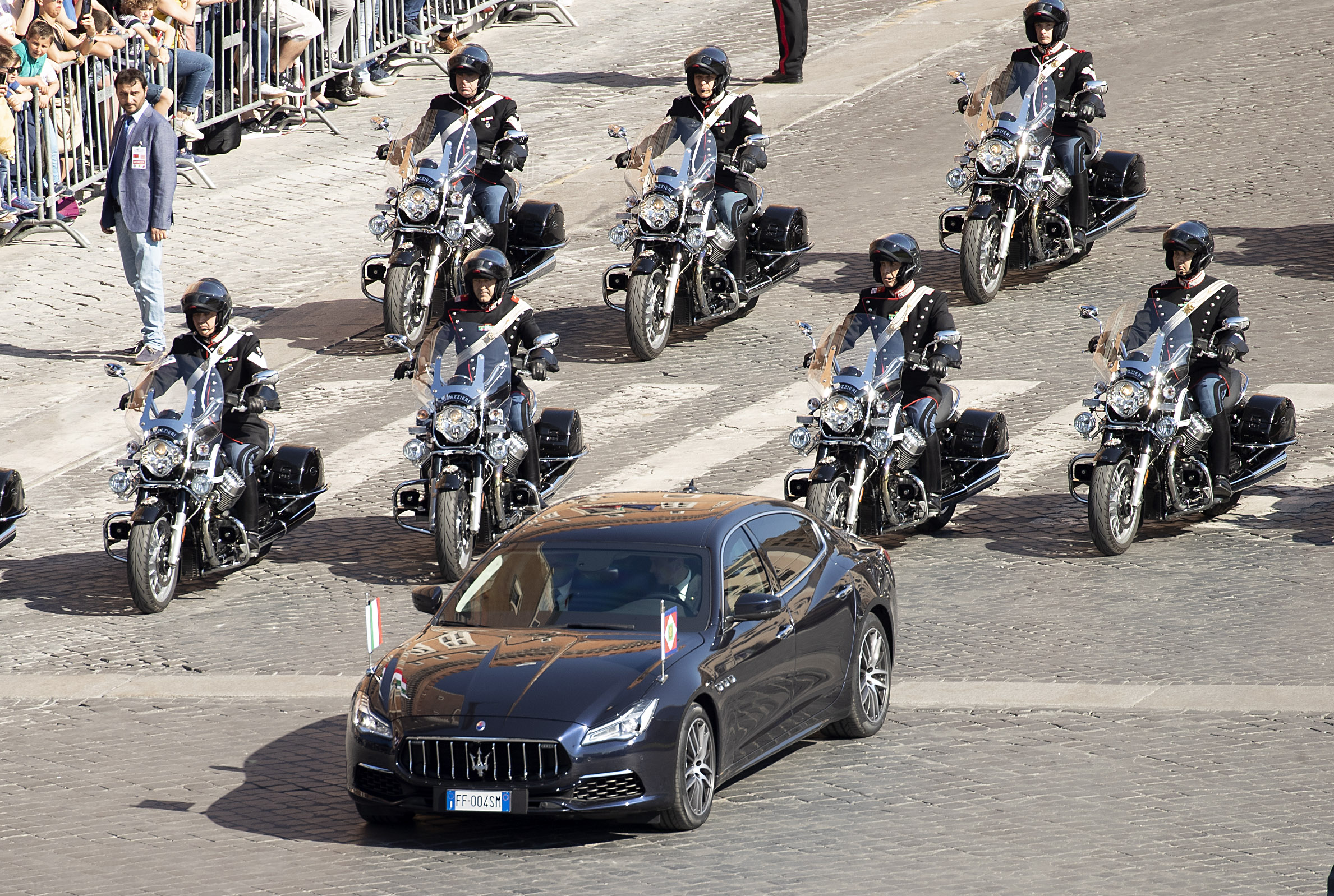
Maserati Quattroporte VI

V Itálii jezdí současní politici vozy jako je například Maserati Quattroporte (prezident), Alfa Romeo a Lancia Thesis. Dříve k vozům politiků patřily automobily Lancia Thema, Alfa Romeo 164 a Fiat Croma.

## Spojené státy americké

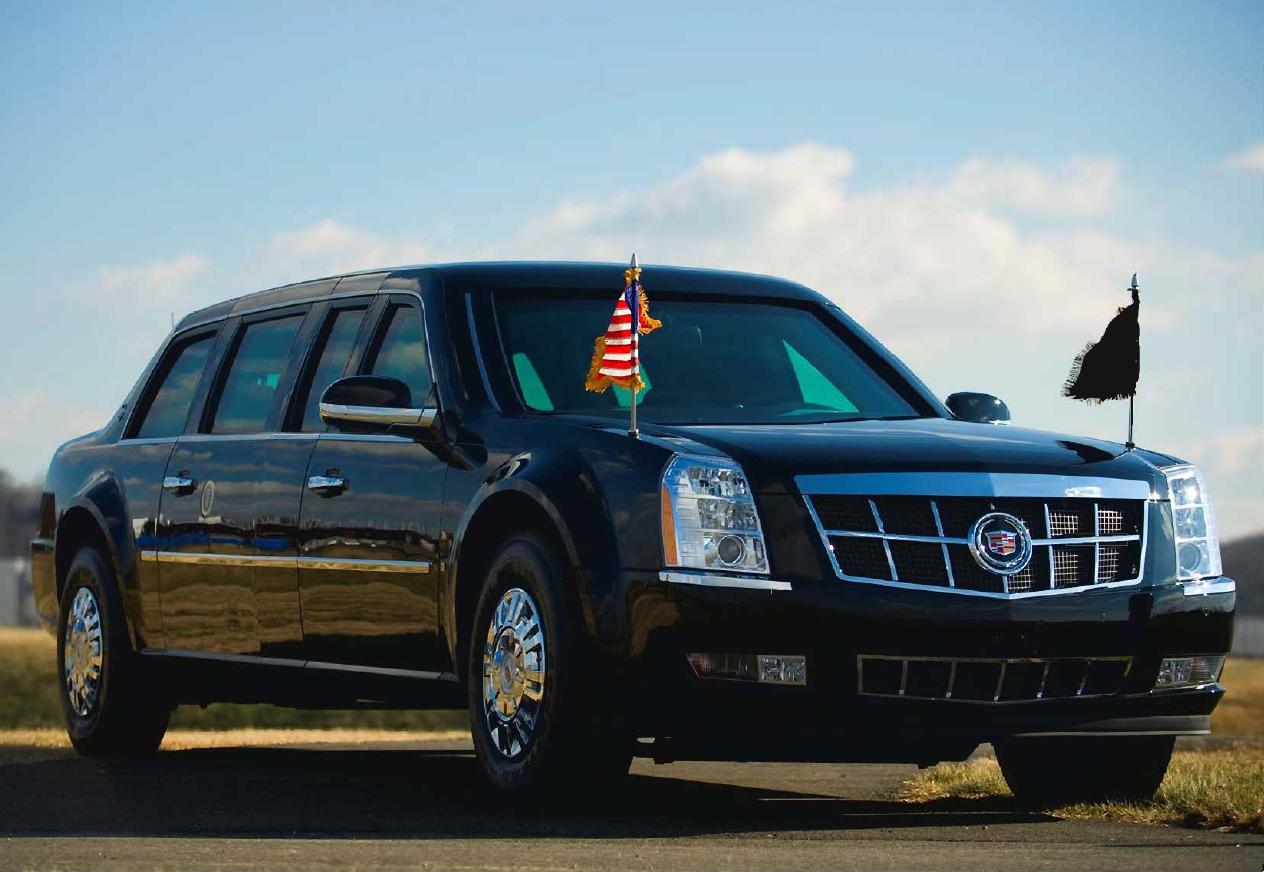
Cadillac One

Prezident USA má k dispozici vlastní limuzínu od firmy Cadillac, typ DTS. Ta je postavena na základě normálně vyráběného sedanu Cadillac DTS. Nicméně tato verze je speciálně upravena pro potřeby hlavy státu. První jízdou tohoto typu limuzíny byla inaugurační jízda 20. ledna 2001.
Uvnitř vozu se nachází plyšový interiér, skládací stolek, CD přehrávač a adaptivní masážní sedačky. Dále zde najdeme komunikační panel připojený k pěti anténám na víku kufru, systém pro noční vidění, kamery pokrývající okolí vozu a také nezbytný 12,7 cm tlustý pancíř, který je schopný odrazit i útok ručních protitankových střel. Díky své tloušťce, nepropouští pancéřovaná okna dovnitř světlo. Auto má pneumatiky run-flat, jež umožňují i po zásahu ujet několik desítek kilometrů. Vnitřní prostor je izolován od vnějšího kvůli případnému chemickému či biologickému útoku. Součástí limuzíny je speciálně vyškolený řidič z jednotky Secret Service, která je odpovědná za ochranu nejvyšších ústavních činitelů. Limuzína je označována jako Cadillac One.

## Vatikán

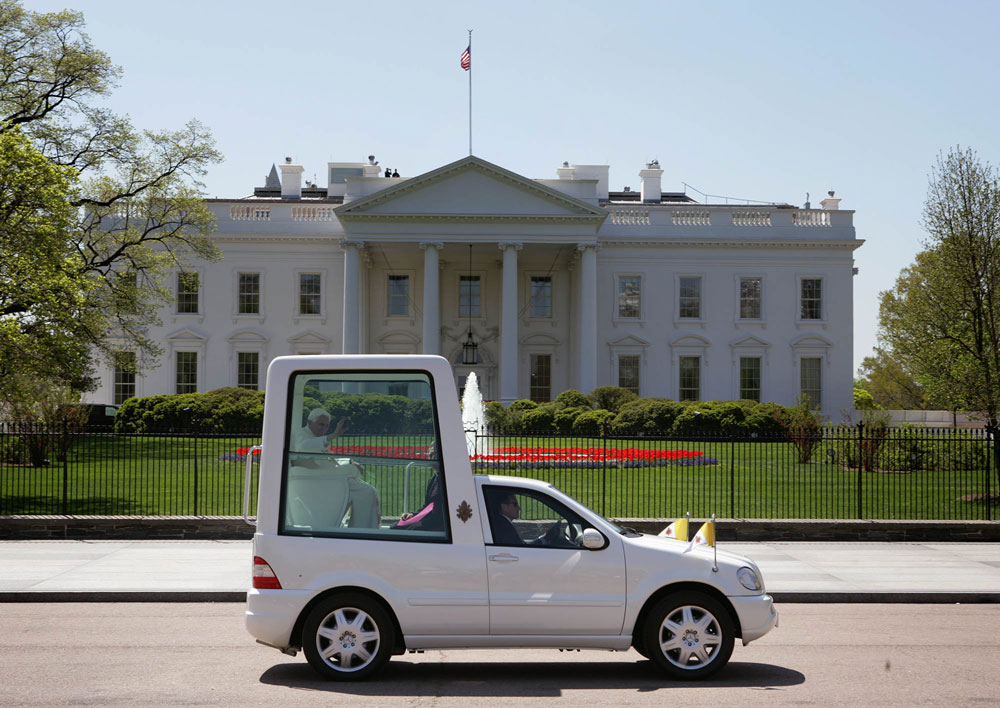
Papamobil

Papež Benedikt XVI. při svých zahraničních cestách většinou používal upravený Mercedes-Benz třídy M. Papež do něj nastupuje zezadu a následně je zvedákem vytažen až do skleněné místnosti, která je za neprůstřelným sklem.
Toto vozidlo bývá označováno jako papamobil. Dříve ve Vatikánu sloužil podobně upravený Mercedes-Benz třídy G, který je dnes vystaven v muzeu Mercedes ve Stuttgartu.